# Bogislaw Friedrich von Dönhoff
Bogislaw Friedrich von Dönhoff (* 6. Dezember 1669 in Königsberg; † 24. Dezember 1742 in Dönhoffstädt) war ein preußischer Generalmajor.

## Familie
Graf Bogislaw Friedrich von Dönhoff entstammte der Familie Dönhoff und war ein Sohn des Grafen Friedrich von Dönhoff († 1696) und der Gräfin Eleonore Katharina Elisabeth von Schwerin († 1696). Er war seit dem 8. Mai 1701 vermählt mit Gräfin Sophie Charlotte von Lehndorff (* 20. März 1685 auf Schloss Steinort; † 19. Februar 1754 in Dönhoffstädt). Aus dieser Ehe sind 13 Kinder hervorgegangen, darunter:
- Friedrich (* 3. November 1702; † 6. Oktober 1718)
- Gert Magnus
- Carl Ernst
- Maria Eleonore (* 12. November 1705; † 28. Februar 1706)
- Alexander Otto (* 1706)
- Eleonore Charlotte (* 19. September 1709; † 10. Februar 1710)
- Louise Charlotte (* 19. April 1711; † 14. März 1755) ⚭ Friedrich Ludwig von Dohna-Reichertswalde  (* 8. Juni 1697; † 21. Juni 1766)
- Albertine (* 22. April 1715; † 11. Mai 1754) ⚭ Ernst Dietrich von Tettau (* 20. Februar 1716; † 1. Juni 1766), preußischer Etats- und Kriegsminister
- Amalia Juliane (17. April 1714; † 16. Januar 1780) ⚭ Melchor Philipp Rollaz du Rosey (* 30. Mai 1699; † 14. November 1744) Kammerdirektor, Sohn von Generalmajor Imbert Rollaz du Rosey (1640–1704)
- Ludwig Bogislaw (* 26. April 1716)
- Sophie Eleonore (* 1717; † 14. Oktober 1718)
- Wilhelmine (* 1718)
- Charlotte (* 1718; † 1758)
- Magnus Ernst (* 1720)
- Stanislaus Gerhard (* 27. August 1725; † 1. November 1758) ⚭ Sophie Friederike von Wreech (* 27. Mai 1732; † 19. Juni 1784) Tochter von Adam Friedrich von Wreech

## Leben
Im Jahre 1690 stand Bogislaw Friedrich als Oberstleutnant beim Regiment Barfus, nahm am Großen Türkenkrieg teil und war dadurch auch an der Schlacht bei Slankamen beteiligt. Am 14. April 1698 wurde Dönhoff zum Oberst befördert und stand nunmehr als solcher im Regiment Jung-Dohna. Am 12. Februar 1705 wurde er zum Generalmajor befördert und erhielt am 14. Februar 1708 Versorgung.
Graf Bogislaw Friedrich von Dönhoff ließ  1710–1716 nach Plänen von Jean de Bodt die Barockresidenz Dönhoffstädt erbauen. Das Schloss diente seiner Familie bis zum Ableben als namensgebender Stammsitz. Das Barockschloss Dönhofstädt ist erhalten, steht aber seit vielen Jahren leer.